# Un mariage trop parfait
Pour plus de détails, voir Fiche technique et Distribution.
Un mariage trop parfait ou La marieuse au Québec (The Wedding Planner), est une comédie romantique américaine réalisée par Adam Shankman et sortie en 2001.

## Synopsis
Célibataire, Mary Fiore (Jennifer Lopez) est une organisatrice de mariage très demandée. Un jour, alors que la jeune femme se rend à un rendez-vous professionnel, le talon de sa chaussure reste coincé dans une grille d'égout au moment même où une benne dévale la rue dans sa direction. Elle est sauvée  d'une mort certaine par un homme très séduisant qui se trouve être médecin, Steeve (Matthew McConaughey). Une fois rétablie, Penny, son associée, lui force la main et lui arrange un rendez-vous en plein air avec Steve. Pour la première fois depuis deux ans, Mary se surprend à aimer la compagnie d'un homme, elle pense même alors avoir trouvé l'homme idéal. De son côté, le père de Mary veut lui organiser un mariage forcé avec Massimo. Le lendemain, se rendant au club de danse pour y inscrire des futurs mariés, elle croise Francine Donolly (Bridgette Wilson), une femme riche et capricieuse. Mary est chargée de l'organisation de son mariage et accepte toutes ses exigences. Francine est ravie de lui présenter enfin son fiancé qui se trouve être Steeve.
Entre Mary et Steeve, contre leur gré et malgré leur volonté, leurs sentiments naissants ne vont que s'épanouir. La jeune femme va devoir faire un choix : va-t-elle causer la rupture d'un couple qui va bientôt se marier ou accepter d'épouser Massimo, poussé par son père ?

## Fiche technique
- Titre : Un mariage trop parfait
- Titre original : The Wedding Planner
- Réalisation : Adam Shankman
- Scénario : Pamela Falk et Michael Ellis
- Musique : Mervyn Warren
- Photographie : Julio Macat
- Montage : Lisa Zeno Churgin
- Production : Peter Abrams (de), Deborah Del Prete, Jennifer Gibgot, Robert L. Levy (en) et Gigi Pritzker
- Société de production : Columbia Pictures, Dee Gee Entertainment, IMF Internationale Medien und Film & Co. Produktions, Intermedia Films, Prufrock Pictures et Tapestry Films
- Société de distribution : SND Films (France) et Columbia Pictures (États-Unis)
- Format : Couleur, 35 mm, rapport de forme : 2.39 : 1, procédé cinématographique Panavision (anamorphique)
- Son : Dolby Digital, SDDS
- Pays :  États-Unis et  Allemagne
- Genre : Comédie romantique
- Durée : 103 minutes
- Dates de sortie : 
  - États-Unis : 26 janvier 2001
  - France : 11 juillet 2001

## Distribution
- Jennifer Lopez (VF : Ethel Houbiers) : Mary Fiore
- Matthew McConaughey (VF : Luc Boulad) : Steeve Edinson
- Bridgette Wilson-Sampras (VF : Juliette Degenne) : Francine Donolly
- Justin Chambers : Massimo
- Judy Greer (VF : Marie-Laure Dougnac) : Penny
- Alex Rocco : Salvatore
- Kathy Najimy : Geri
- Kevin Pollak : Dr John Dojny